# Canard-WC
Cet article possède un paronyme, voir Canard PC.

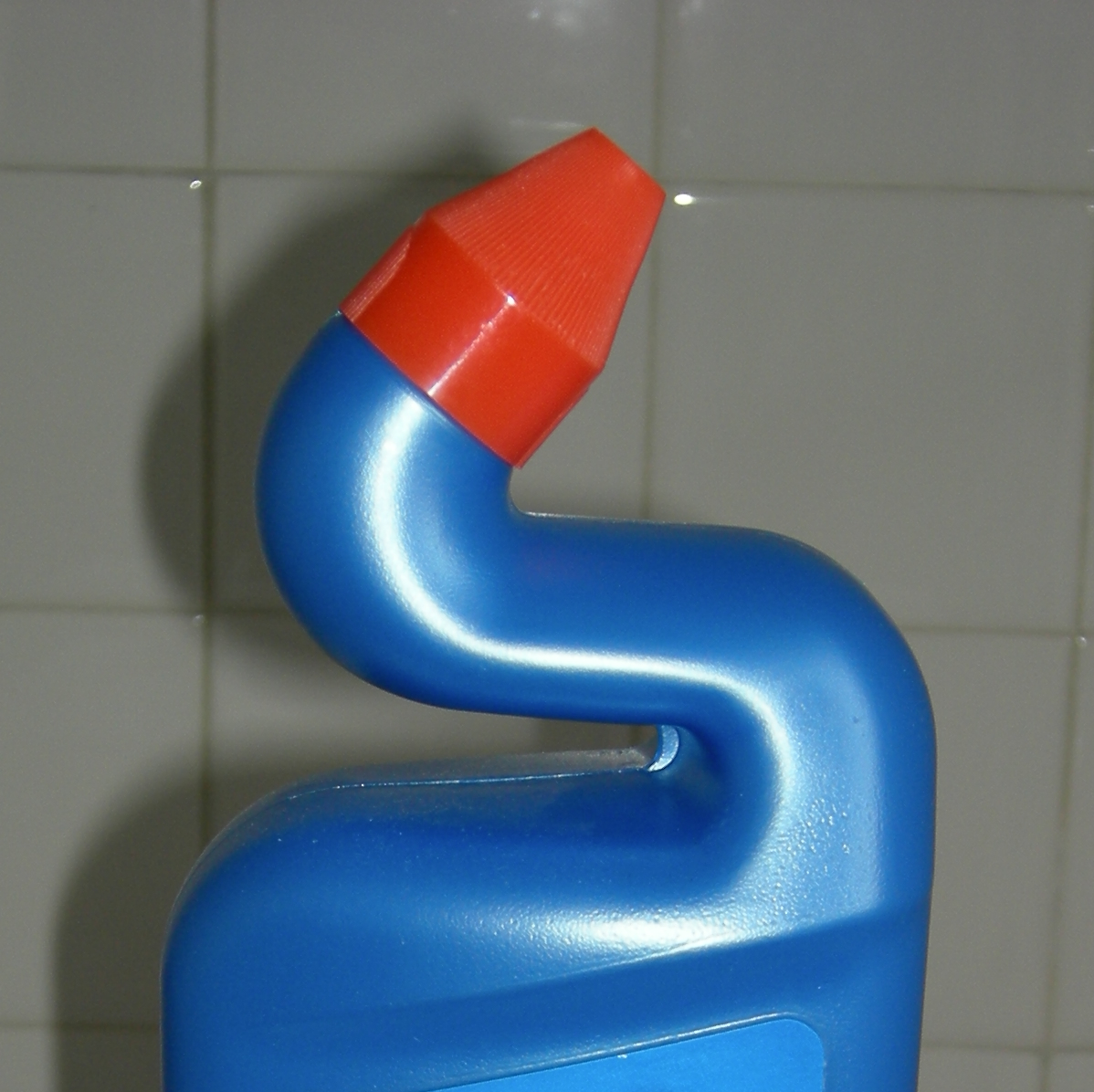
Canard WC de Hong Kong.

Canard-WC est une marque de produits d'entretien pour les toilettes produite par la société S. C. Johnson. La marque a été déposée en février 1981 par la société suisse Düring SA (de).
L'origine du nom vient du fait que le haut du flacon avait une forme de bec afin de déposer le produit nettoyant sous le bord des toilettes. Cette innovation est due à Walter Düring.
En 2008, la société Düring SA vend la licence d'exploitation de la marque Canard-WC à S. C. Johnson.
L'inventeur du flacon « au cou de canard », Walter Düring est décédé en 2017.

## Slogans
Ancien slogan : « encore une victoire de canard ».
Le dernier slogan publicitaire[Quand ?] est « Comptez sur Canard ! ».